# Morte

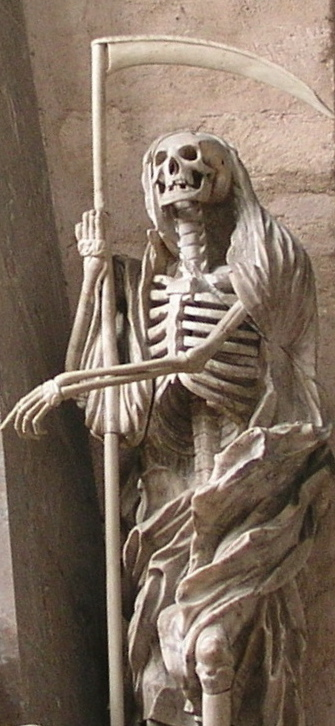
Statua del Mietitore nella cattedrale di Treviri in Germania

La morte (chiamata anche dipartita o decesso) è la cessazione irreversibile di tutte le funzioni biologiche che sostengono un organismo vivente. Con la morte termina l'esistenza di un vivente, o più ampiamente di un sistema funzionalmente organizzato.
Si riferisce sia a un evento specifico, sia a una condizione permanente o irreversibile. La definizione si è evoluta, nel tempo, insieme ai cambiamenti culturali, religiosi e scientifici.

## Definizione

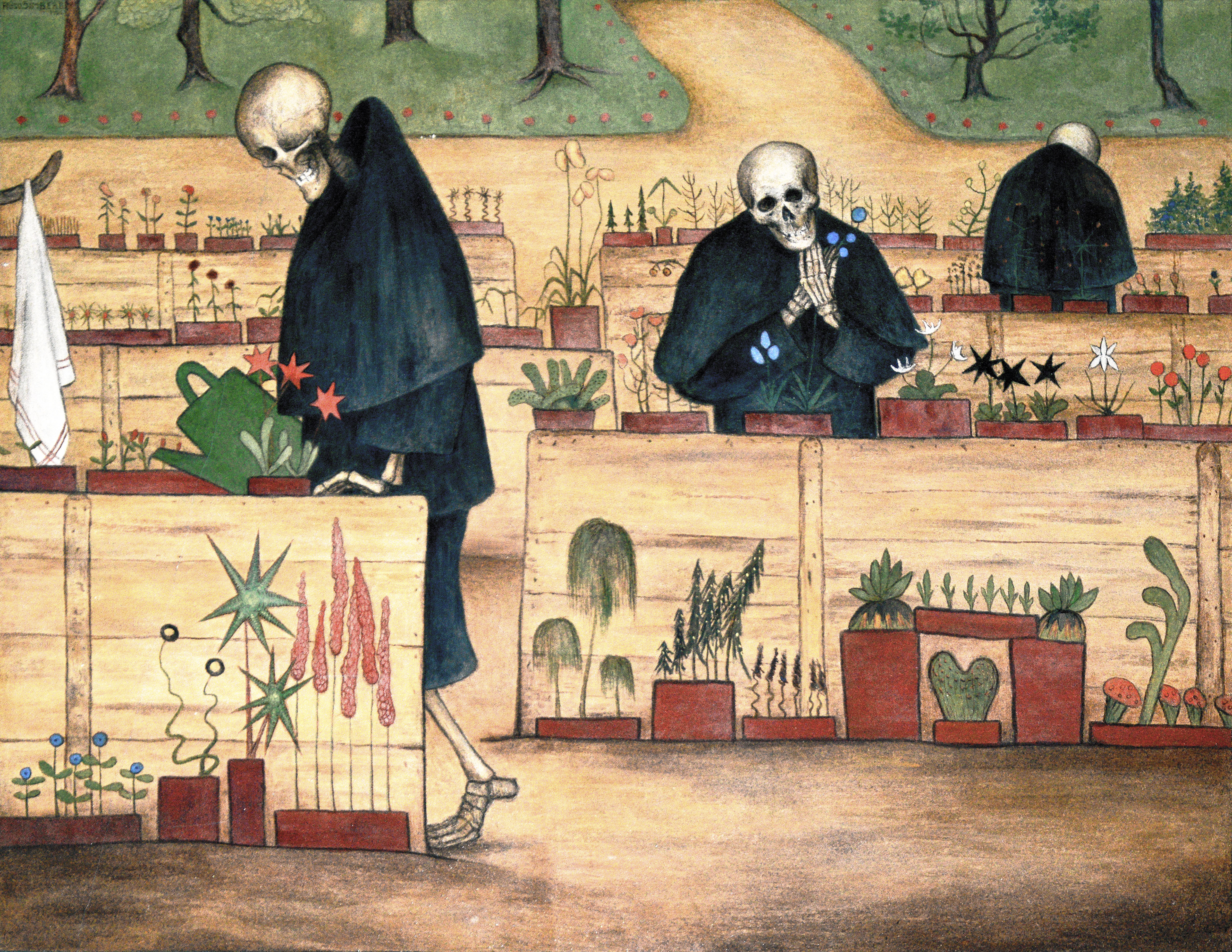
Kuoleman puutarha (in italiano: Il giardino della morte) di Hugo Simberg, 1906, Museo d'arte Ateneum, Helsinki

In ambito biologico, la morte (dal latino mors, mortis, mortem) può essere definita “in negativo”, come la cessazione di tutte le funzioni vitali dell'essere vivente, ovvero dell'organismo vivente: quindi la fine della vita.
La morte viene generalmente considerata come un processo complementare alla vita: con la locuzione “morte biologica” ci si riferisce alla conclusione di tale processo in riferimento a un organismo vivente, ovvero alla dissoluzione dell'organismo stesso.
Determinare, però, quando una permanente cessazione di tutte le funzioni vitali sia avvenuta è difficile, visto che la vita e conseguentemente la morte, è un fenomeno emergente da una struttura che è l'organismo stesso. La cessazione del battito cardiaco, ad esempio, a cascata precede una serie di arresti di processi biochimici conducenti alla morte cellulare (necrosi o apoptosi) di tutte le singole cellule costituenti l'organismo. Nel I secolo Celso scriveva: «Democrito, un uomo di ben meritata celebrità ha dichiarato che in realtà non c'è nessuna sufficientemente certa caratteristica della morte su cui il medico possa basarsi». Molto più tardi Montgomery facendo rapporto sull'evacuazione del cimitero di Fort Randall ha dichiarato che quasi il 2% dei corpi esumati erano stati sepolti vivi. Molta gente nel XIX secolo, allarmata dalla frequenza di casi di sepolture premature, richiese, come parte delle ultime cerimonie, che fossero praticate ferite o mutilazioni per assicurarsi che nessuno si sarebbe svegliato; anche l'imbalsamazione ricevette un considerevole impulso a causa della paura di una sepoltura prematura. Si arrivò anche al punto di installare campanelli collegati alle bare, che avrebbero allertato i custodi dei cimiteri nel caso in cui il sepolto si fosse risvegliato.
 

Nel 1968 il Journal of the American Medical Association pubblicò un articolo intitolato A Definition of Irreversible Coma (“Una definizione di coma irreversibile”), in cui il Comitato ad hoc dell'Harvard Medical School adottava come nuova definizione di morte il “coma irreversibile” (ora morte cerebrale), cioè la cessazione irreversibile di tutte le funzioni dell'encefalo.

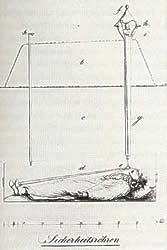
Bara di sicurezza degli anni Venti dell'Ottocento

## Effetti biologici
Dopo la morte nel cadavere si verifica tutta una serie di trasformazioni: prima si verifica l'algor mortis (raffreddamento del cadavere), poi il rigor mortis (rigidità cadaverica) e, infine, il livor mortis (ristagno e coagulazione del sangue). 
La decomposizione della salma, in realtà, comincia immediatamente dopo l'arresto della circolazione sanguigna (e quindi dell'ossigenazione), sebbene i suoi effetti più evidenti si manifestino solo dopo alcune ore.

## Interpretazioni e significati

### In biologia
La morte, intesa come morte individuale, non deve essere confusa con la morte di una intera specie (o estinzione). Dal punto di vista evolutivo, anzi, la morte individuale è una conseguenza e una necessità contenuta nel concetto di evoluzione. Secondo Danilo Mainardi:
In tale processo, inoltre, intervengono:
- La variabilità genetica, legata alla modalità di riproduzione, che può essere agamica o sessuata. Con la ricombinazione del patrimonio genetico che avviene durante la riproduzione sessuale si realizzano innovazioni che accelerano il processo evolutivo descritto per primo da Charles Darwin, per le specie viventi.
- La possibilità di mutazioni genetiche.
- Il meccanismo della selezione naturale, secondo quanto già osservato sempre da Charles Darwin nel suo libro L'origine delle specie, del 1859.

Dal punto di vista strettamente biologico, la morte e la vecchiaia sono state associate all'entropia. L'essere vivente è un sistema complesso altamente organizzato, e le funzioni biologiche permettono di ridurre l'entropia totale del sistema vivente, questo a spesa di energia, così da mantenere l'ordine del sistema stesso. L’aumento dell’entropia è una misura del disordine in un sistema che invecchia, dove la morte è l'inevitabile disordine ultimo e massimo.

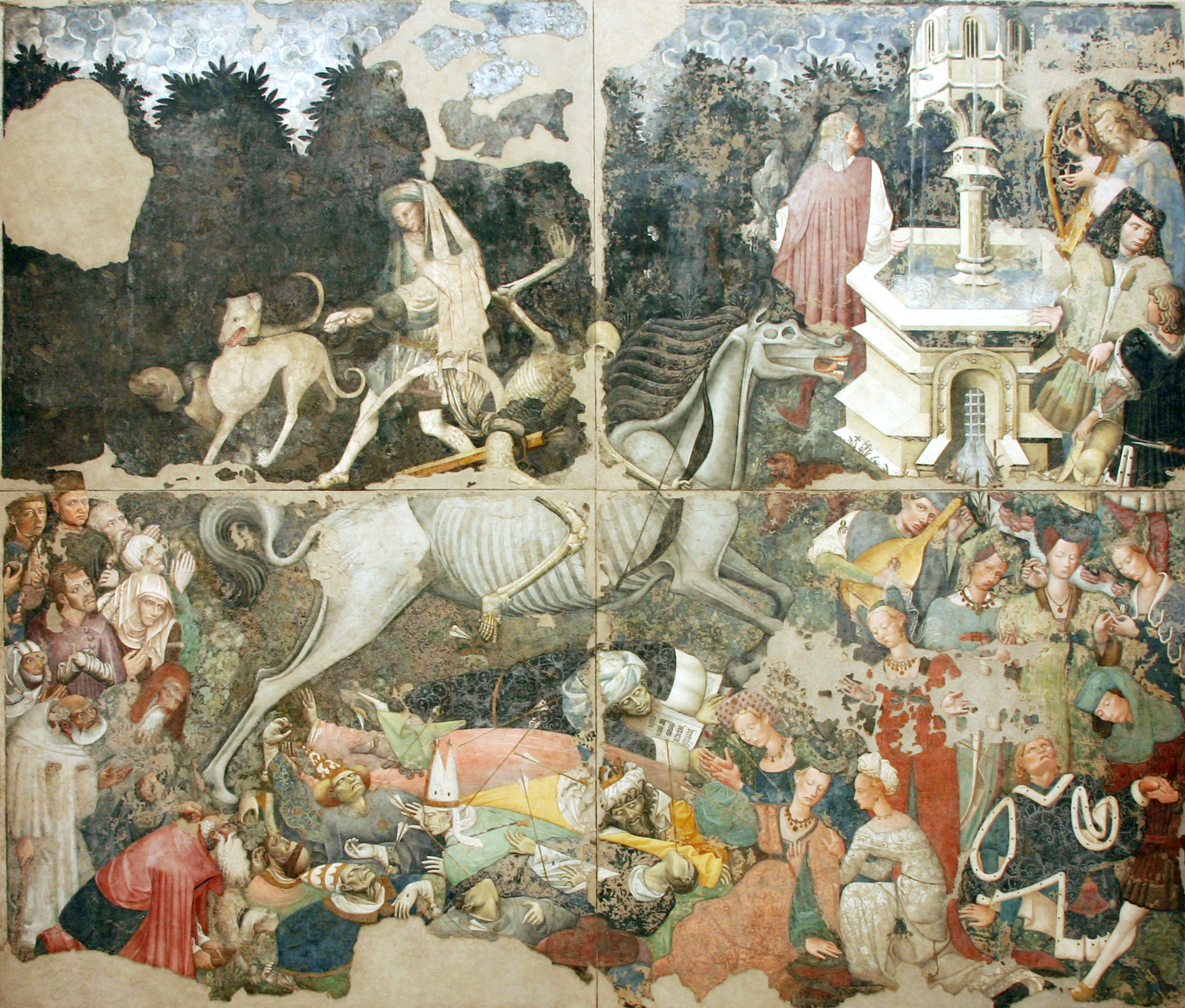
Maestro del Trionfo della Morte, Trionfo della Morte, Palazzo Abatellis, Palermo

. 

### Interpretazioni filosofiche e psicologiche
(Giacomo Leopardi)

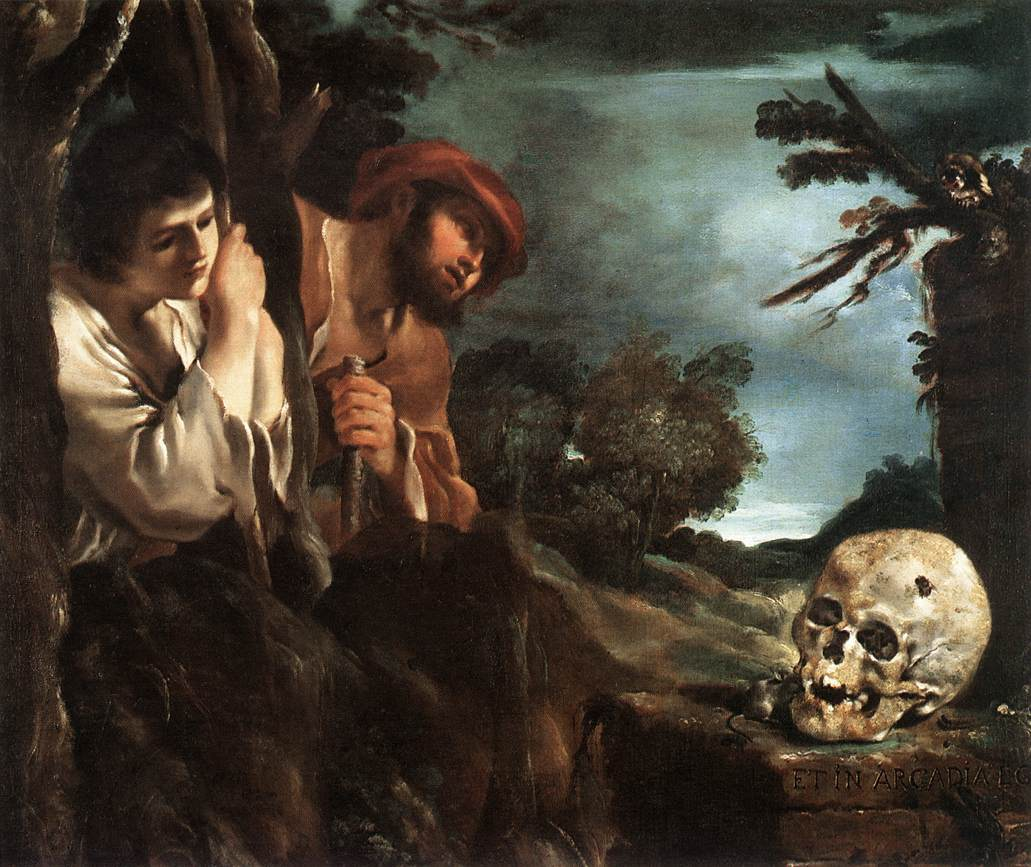
Et in Arcadia ego (Guercino, 1622, Galleria nazionale d'arte antica, Roma) in cui la figura del teschio è collegata al tema della vanitas

La difficoltà di interpretare filosoficamente la morte rispetto alla vita è rappresentata dalla varietà di letture consentite da una locuzione latina come «omnes feriunt, ultima necat».
Le meditazioni umane riguardo al fenomeno della morte costituiscono storicamente, uno dei fondamenti nello sviluppo delle religioni organizzate. Nonostante i modi di definire e di analizzare la morte possano variare diametralmente, di cultura in cultura, la credenza in una vita dopo la morte, un aldilà, è molto diffusa ed estremamente antica. Molti antropologi ritengono che le sepolture degli uomini di Neanderthal in tombe scavate con cura e adorne di fiori siano la testimonianza di una primordiale fede in una specie di aldilà. 

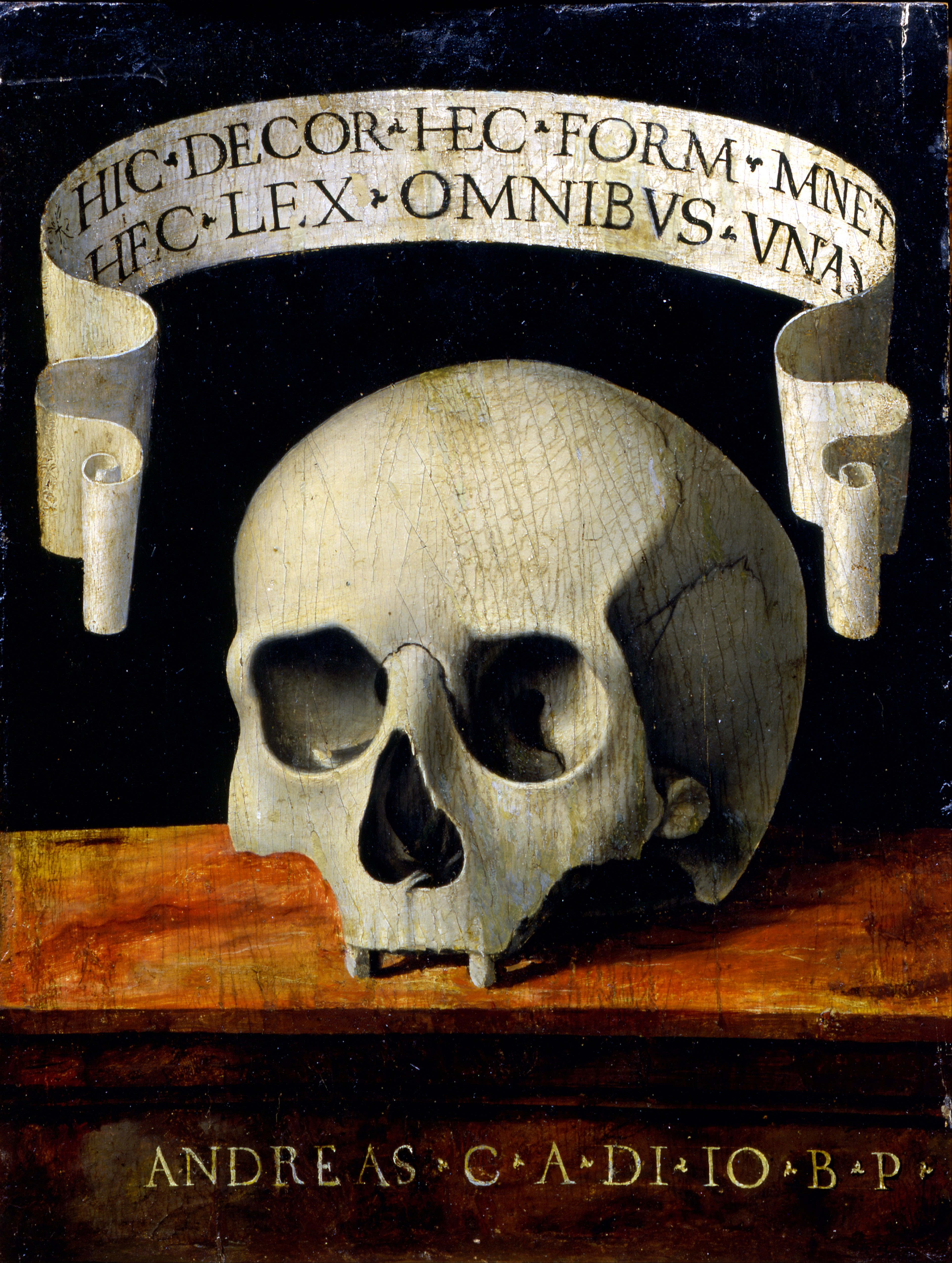
Memento mori di Andrea Previtali (1502), retro del dipinto Ritratto d'uomo

Un chiaro riferimento al significato biologico, inteso come legame tra amore e morte, è presente nell'opera di Sigmund Freud, e tale concetto viene ripreso e citato anche da altri autori.
La realtà del morire e quella del soffrire costituiscono due aspetti topici dell'etica di tutti i tempi, a partire dal concetto fondamentale di "chi" possa essere il colpevole che determina sia la prima sia la seconda. Sia la sofferenza, sia la morte, da un punto di vista puramente biologico, hanno la loro causa nello stesso esistere dell'essere vivente. Elisabeth Kübler Ross ha studiato le problematiche inerenti agli stati psicosociali delle persone morenti ed è ritenuta la fondatrice della psicotanatologia.

### Nella religione
A differenza dell'ebraismo, nella maggioranza delle religioni di matrice cristiana c'è la credenza nella risurrezione: dopo la morte l'anima del defunto, riunita al corpo alla fine dei tempi, passerà l'eternità in continua contemplazione di Dio in paradiso. L'inferno, il limbo e il purgatorio costituiscono, invece, i luoghi a cui sono condannate le anime non pure, anche se chiese e teologi non sono concordi sulla loro esistenza e su cosa rappresentino questi luoghi. Per aiutare i fedeli ad affrontare con fiducia e coraggio il passaggio in queste dimensioni, si diffuse dal tardo Medioevo la letteratura della cosiddetta «ars moriendi» («l'arte di morire bene»).
Dalla visione dell'anima immortale e dell'inferno si distaccano solo le chiese cristiane avventiste e i Testimoni di Geova, che insegnano con toni diversi che dopo il giudizio finale i peccatori saranno puniti con la distruzione eterna.
Presso Induismo, Sikhismo e altre religioni orientali si crede nella reincarnazione; secondo tale filosofia la morte rappresenta un passaggio naturale (tanto quanto la nascita) tramite il quale l'anima abbandona un involucro ormai vecchio per abitarne uno nuovo (il corpo fisico) fino all'estinzione del karma e alla conseguente liberazione definitiva. Per questo motivo l'idea della morte viene affrontata con minor struggimento interiore.
(Taïsen Deshimaru, Autobiografia di un monaco zen, traduzione di Guido Alberti. Titolo originale: Autobiographie d'un Moine Zen)

#### Fede bahá'í
I bahá'í credono che la morte del corpo non sia altro che un processo di disgregazione per cui le particelle che lo compongono passano dal regno umano a quello minerale. 
L'anima, realtà dell'uomo nata dai mondi dello Spirito, non muore assieme al corpo al quale è stata legata sulla terra, ma continua a vivere nei mondi dello Spirito ai quali appartiene. Quanto alle caratteristiche dei mondi dello Spirito, «la condizione dell’anima dopo la morte non può essere descritta, né è possibile presentarne e rivelarne l’intero carattere agli occhi dell’uomo». 
Le Scritture bahá’í ne parlano in termini metaforici per consentirne una comprensione commisurata alle capacità umane e alimentare l’attrazione verso di essi.

### Nell'esoterismo
Nei movimenti esoterici come l'AMORC che si richiama ai Rosacroce, la paura della morte è un sentimento che può essere superato attraverso le tecniche dell'iniziazione, basate non sull'aderenza ad una fede, ma sulla sperimentazione diretta della realtà invisibile che attende l'uomo oltre l'esistenza terrena. Con la rivelazione della sua doppia natura, fisica e spirituale, l'ego umano avrebbe così la possibilità di accedere ad una rinnovata e più ampia concezione della vita.

### Allegorie

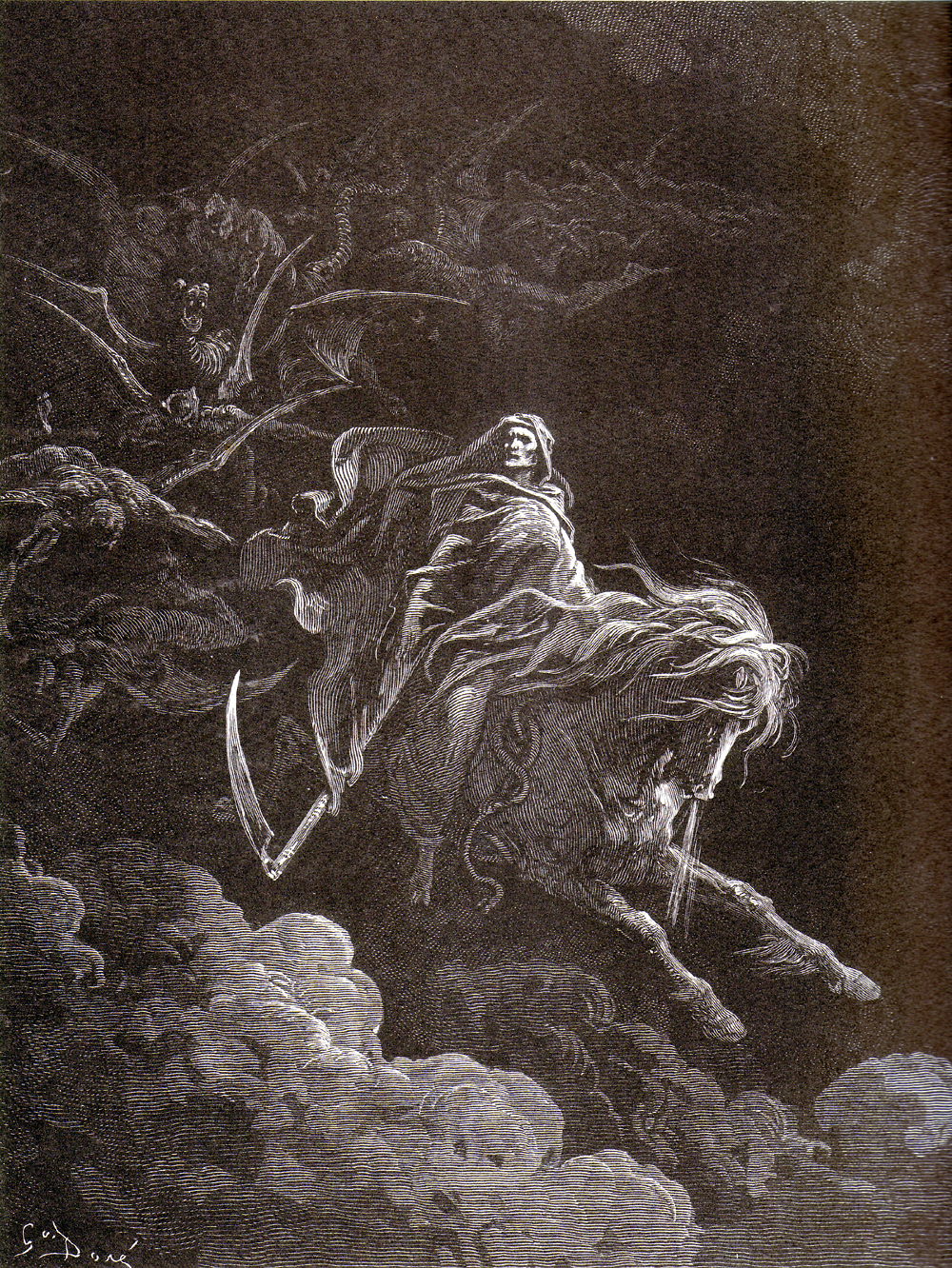
La Morte su un Cavallo Bianco in un'incisione di Gustave Doré

La morte non ha mai smesso di essere, oltre che un evento biologico connaturato al fatto stesso di vivere, uno dei più forti stimoli alla fantasia. A rigore, si potrebbe anche dire che non c'è la morte "in sé", ma ci sono organismi viventi che muoiono. Di fatto, nell'immaginario collettivo, la morte è fin da sempre stata oggettivista come un'entità esterna al vivente, qualcosa "che arriva", da ciò deriva la sua mitizzazione. La morte è quindi anche una figura mitologica molto popolare, presente in modo più o meno diverso in moltissime culture umane fin dall'inizio della tradizione orale. L'iconografia occidentale definisce la morte in genere come un sinistro mietitore: uno scheletro vestito di un saio nero, che impugna una falce fienaia. Come tale, è ritratta anche in una carta dei tarocchi e appare sovente in letteratura e nelle arti figurative.

## Dopo la morte
Alcuni considerano che il rispetto per i defunti e per la morte (più o meno allegorizzata) sia istintivo nell'uomo. Altri, invece, ipotizzano che sia una forma per giustificare la ricomparsa dei defunti durante i sogni. 
Il destino del cadavere della persona defunta a seconda della cultura del popolo o delle particolari scelte dettate da consuetudini o motivazioni particolari, può essere molto diversificato. A questo si aggiunge il rango del defunto, che influenza ogni decisione in merito.
Già durante il Neolitico, in Italia, era diffuso il culto dei morti ai quali si dava sepoltura secondo un rituale che prevedeva il rispetto per il morto e una cura particolare per la tomba.
In altre culture i riti e le usanze erano differenti; per esempio, presso gli antichi persiani, per cui sia la terra sia il fuoco erano sacri, i corpi non erano seppelliti o bruciati per non contaminare i due elementi, ma lasciati a decomporsi su piattaforme sopra-elevate, le cosiddette "torri del silenzio"; tale modalità fu in uso anche presso alcune tribù di nativi americani. 

### La situazione odierna
Nella quasi totalità delle culture, si celebra una cerimonia commemorativa detta funerale, che può essere spesso religiosa, ma anche civile. Alcuni ricevono addirittura una sorta di imbalsamazione: questo è il destino dei papi o ad alcune personalità politiche, come Lenin o Mao Zedong.
Nella cultura occidentale il corpo del defunto, deposto in una bara, può solitamente subire tre destini diversi:
- Inumazione: La bara, ermeticamente chiusa e di solo legno, viene sepolta sotto terra (profondità non inferiore a 2 metri).
- Tumulazione: La bara, ermeticamente chiusa da una cassa di zinco, viene murata in un loculo o in tomba privata, anche di grande dimensione.
- Cremazione: Prevede l'incenerimento della salma in bara dentro forni speciali. Le ceneri, raccolte in un'urna, possono essere tumulate in loculo o in tomba o sparse in ambiente (aria, mare e terra) o in appositi spazi nei cimiteri. Presso le tribù degli Yanomami della zona amazzonica è in uso una forma di cannibalismo del morto, perché il corpo prima viene cremato e poi le sue ceneri vengono impastate con una pappa a base di banana e mangiate da tutta la tribù;[14] in questo modo, si crede che l'anima del morto rimanga tra i suoi cari.[15]

Il posizionamento delle tombe è regolamentato per legge. In occidente, le tombe sono accorpate in terreni civici destinati a tale scopo, chiamati campisanti o cimiteri, gestiti da un necroforo. Essi sono, in genere e per legge, considerati luoghi sacri o di rispetto; atti non rispettosi possono essere puniti con la reclusione. L'uso dei cimiteri in occidente è iniziato dalla legislazione napoleonica, che da un lato prevedeva una sepoltura singola per tutti, mentre da un altro lato prevedeva per motivi igienici la localizzazione in territori fuori dai centri abitati; prima invece, i cimiteri erano costituiti da fosse comuni, ovvero profondi pozzi sigillati da lastre in pietra, in cui si calavano i morti del popolo, mentre le personalità ricevevano sepoltura nei pavimenti delle chiese, in cimiteri monumentali od anche in grandiosi mausolei. 
Stabilita in modo sicuro la morte della persona è possibile, verificato il consenso precedente del soggetto od ottenuto tale consenso dai legali rappresentanti (normalmente i familiari), procedere al prelievo degli organi utili per il trapianto in pazienti che ne hanno necessità. Oggi è in atto, nel mondo scientifico un dibattito che coinvolge la bioetica, al fine di arrivare a un accertamento di morte sempre più preciso, seguendo i progressi della ricerca medica in questo campo e considerando le problematiche di tipo umano che sorgono in queste situazioni.

#### La morte al tempo di internet
La morte è un fenomeno sempre più rilevante nell’era contemporanea, legato alla gestione dei dati online delle persone decedute. 
Si stima che miliardi di profili digitali rimangano attivi dopo la morte dei loro proprietari, creando il fenomeno degli account fantasma, ovvero profili social, email e altri contenuti digitali che restano online senza più un utente attivo. Secondo alcune proiezioni di Oxford e altri osservatori, su Facebook entro la fine del XXI secolo gli account dei defunti potrebbero superare quelli dei vivi, trasformando il social network in una vera e propria fossa comune, far west dei furti d'identità e della sofferenza delle famiglie. Risulta chiaro quanto sia importante iniziare a occuparsi, giuridicamente, antropologicamente e psicologicamente del fenomeno.
Per affrontare questo problema sono nate diverse soluzioni, tra cui aziende che permettono ai familiari di recuperare i contenuti digitali dei propri cari senza necessità di password, di creare profili commemorativi online presenti all'interno di "cimiteri digitali", dove amici, parenti e visitatori possono condividere ricordi e messaggi, fare veglie online e utilizzare altri servizi, preservando la memoria digitale (e non) del defunto abbattendo le barriere fisiche e geografiche.